# Sistem
Sistem ist eine rumänische Perkussion-Band, die 2000 in Bukarest gegründet wurde.

## Geschichte
Die Band versteht sich als Show-Act, der zusammen mit eigens dafür komponierter Dance-Musik trommelnd und tanzend auftritt. Neben einem echten Schlagzeug kommen Ölfässer, Benzinkanister, Rohre und Bleche zum Einsatz. Zusammen mit der Sängerin Luminița Anghel nahmen sie am Eurovision Song Contest 2005 teil und konnten mit dem Titel Let Me Try den dritten Platz erreichen. Weiterhin hat die Gruppe vier Alben in Rumänien veröffentlicht.
2006 trat Sistem gemeinsam mit Șuie Paparude im Lia-Manoliu-Stadion als Vorgruppe von Depeche Mode während deren Touring-the-Angel-Tournee auf.

## Belege
1. ↑  Sistem si Suie Paparude, in deschidere la Depeche Mode.